# Kapas Hera
Kapas Hera là một thị trấn thống kê (census town) của quận South West thuộc bang Delhi, Ấn Độ.

## Nhân khẩu
Theo điều tra dân số năm 2001 của Ấn Độ, Kapas Hera có dân số 21.595 người. Phái nam chiếm 63% tổng số dân và phái nữ chiếm 37%. Kapas Hera có tỷ lệ 71% biết đọc biết viết, cao hơn tỷ lệ trung bình toàn quốc là 59,5%: tỷ lệ cho phái nam là 79%, và tỷ lệ cho phái nữ là 56%. Tại Kapas Hera, 16% dân số nhỏ hơn 6 tuổi.